# Поярков Вадим Олександрович
Вадим Олександрович Поярков (нар. 3 жовтня 1968, м. Білогірськ, Автономна Республіка Крим) — український військовик, генерал-лейтенант. Заступник Голови Служби безпеки України з 14 квітня 2016 р. по 8 листопада 2019 р.

## Життєпис
У 1991 р. закінчив Київське вище інженерне радіотехнічне училище протиповітряної оборони. У 1993 р. — курси в Інституті підготовки кадрів СБУ, у 1999 р. — курси підвищення кваліфікації Академії СБУ.
З 1993 р. — військова служба в органах безпеки. Пройшов шлях від офіцера до начальника управління контррозвідувального захисту економіки.
З 2013 р. перейшов до Центрального управління Служби безпеки на посади по лінії контррозвідувального захисту інтересів держави у сфері економічної безпеки.
2014–2015 — обіймав керівні посади у Головному управлінні Служби безпеки у м. Києві та Київській області.
Січень 2015 — квітень 2016 — начальник Управління СБУ у Дніпропетровській області.
За вірність Військовій присязі та зразкове виконання військового обов'язку нагороджений відомчою відзнакою СБУ «Вогнепальна зброя».

## Військові звання
- полковник
- генерал-майор (25 березня 2016)[6]
- генерал-лейтенант (22 березня 2019)[7]